# Orbit@home

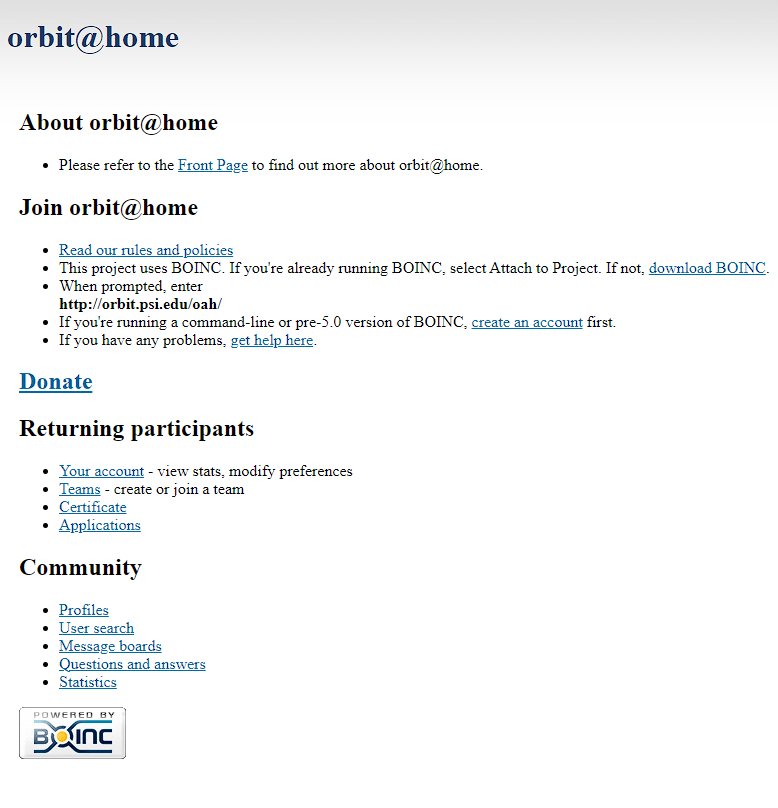

Orbit@home był projektem bazującym na platformie BOINC, który ma na celu monitorowanie orbit asteroid mijających Ziemię. Za każdym razem kiedy satelita jest odkryty lub poddany nowej obserwacji, jego orbita jest uaktualniania oraz sprawdzana pod kątem kolizji z Ziemią.